# Los chicos
Los chicos è un film del 1959 diretto da Marco Ferreri.